# 30122 Elschweitzer
30122 Elschweitzer è un asteroide della fascia principale. Scoperto nel 2000, presenta un'orbita caratterizzata da un semiasse maggiore pari a 2,3302882 UA e da un'eccentricità di 0,1204450, inclinata di 7,23117° rispetto all'eclittica.